# Attentat à Times Square du 1er mai 2010
L'attentat à Times Square de 2010 est un attentat au véhicule piégé qui a échoué le 1er mai 2010. Cette attaque terroriste visant Times Square à New York a été déjouée par deux vendeurs de la place qui avaient averti d'une menace un agent de la police montée du New York City Police Department. Ils avaient repéré de la fumée provenant du véhicule. La bombe s'était déclenchée mais n'a pas explosé.
Deux jours plus tard, des agents fédéraux arrêtèrent Faisal Shahzad, un résident de 30 ans d'origine pakistanaise de Bridgeport, dans le Connecticut, qui était devenu un citoyen américain en avril 2009. Il a été arrêté après avoir embarqué dans un vol à destination de Dubaï depuis l'aéroport international John-F.-Kennedy. Shahzad a admis avoir réalisé l'attentat à la voiture et a indiqué qu'il avait été formé dans un camp d'entraînement terroriste pakistanais.
Le procureur général des États-Unis Eric Holder a déclaré que l'intention de Shahzad avait été de « tuer des Américains ». Le 5 octobre 2010, Shahzad a été condamné à la prison à vie après avoir plaidé coupable.

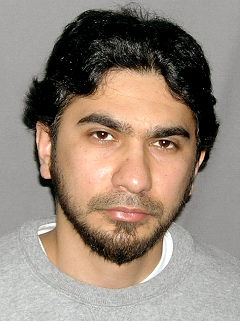
Faisal Shahzad en 2010.